# Юго-Запад (исторический район)

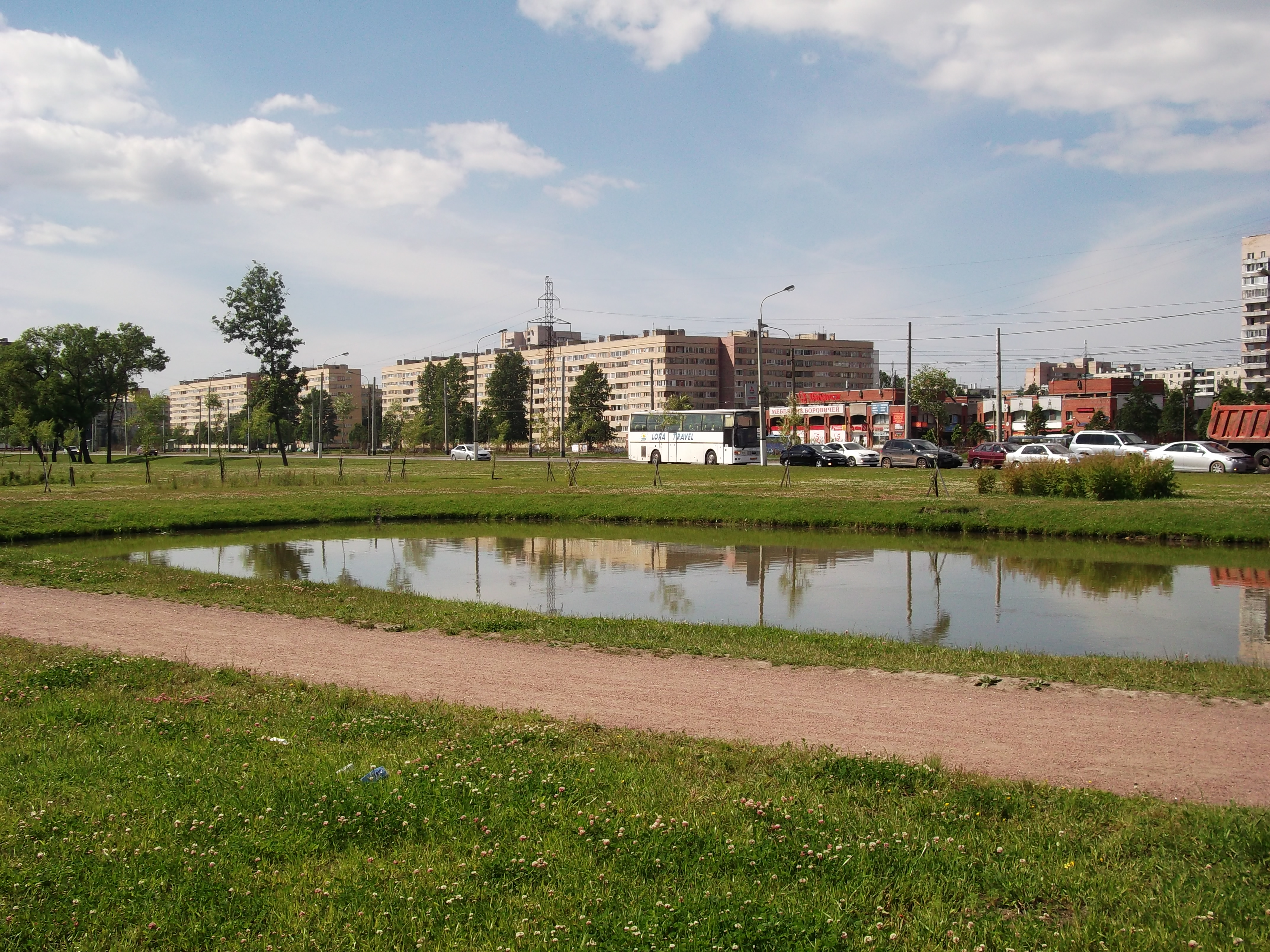
Вид на дома по Петергофскому шоссе

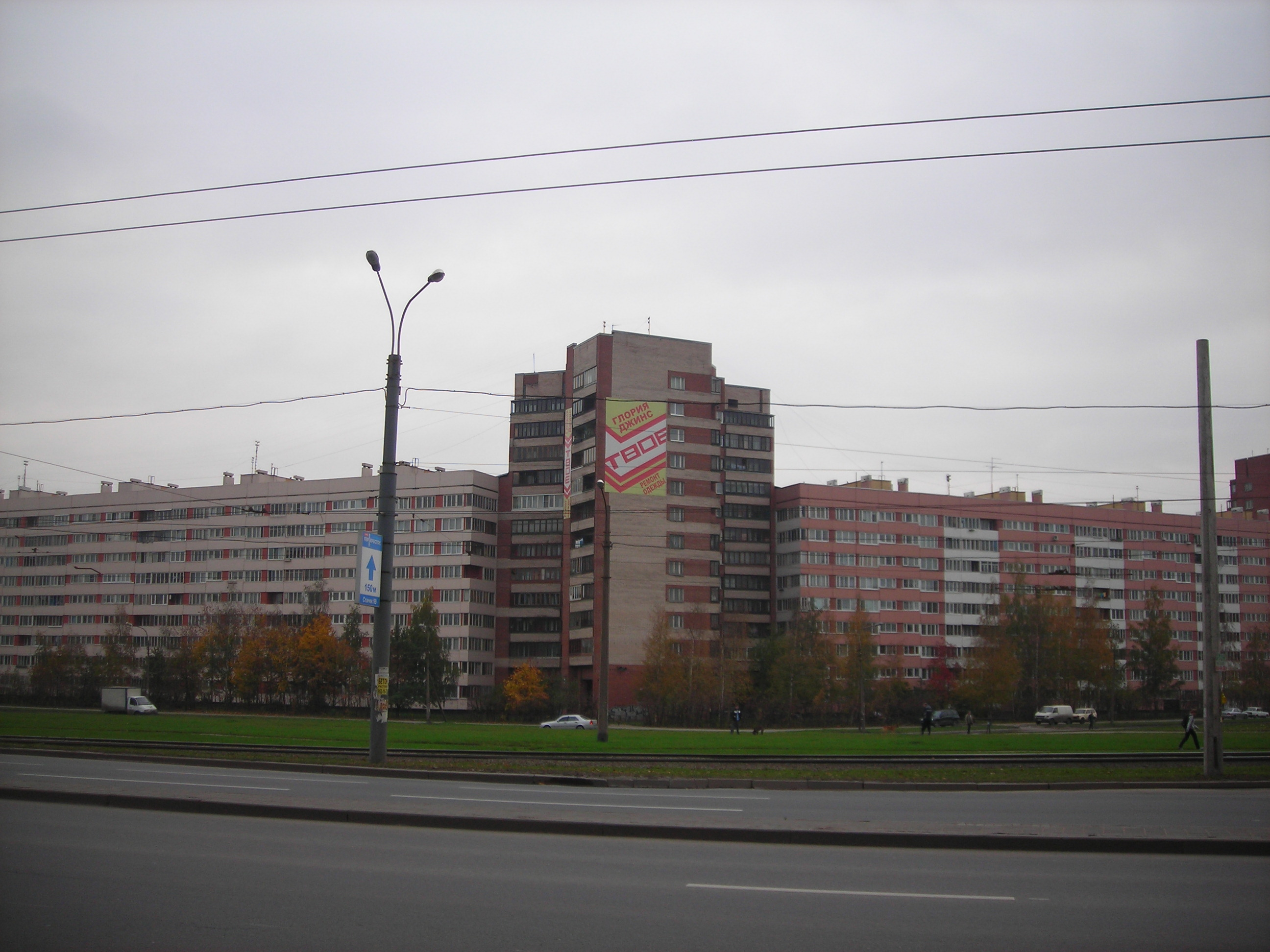
Вид на дома по проспекту Стачек

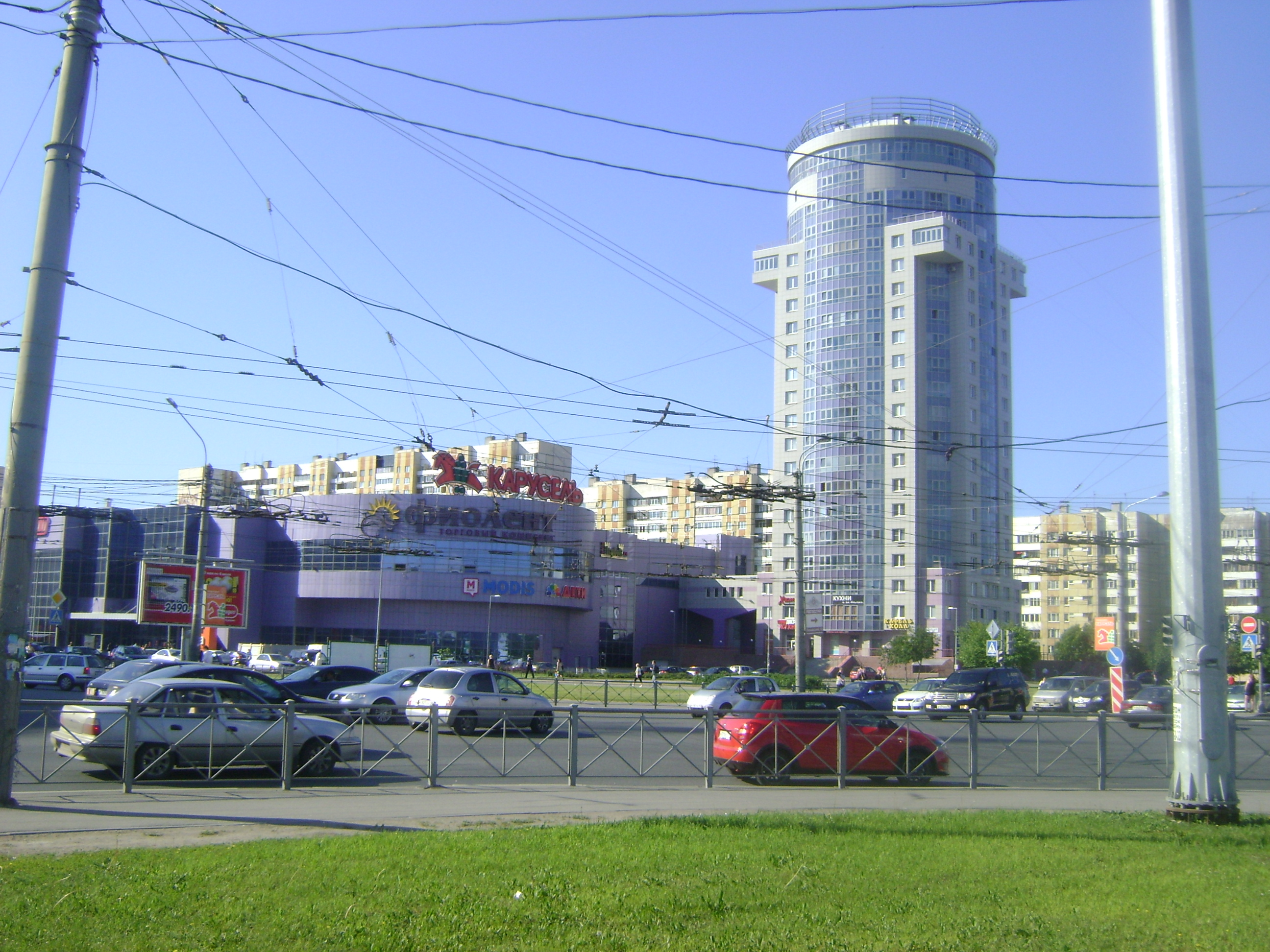
Перекрёсток проспекта Жукова и Ленинского проспекта

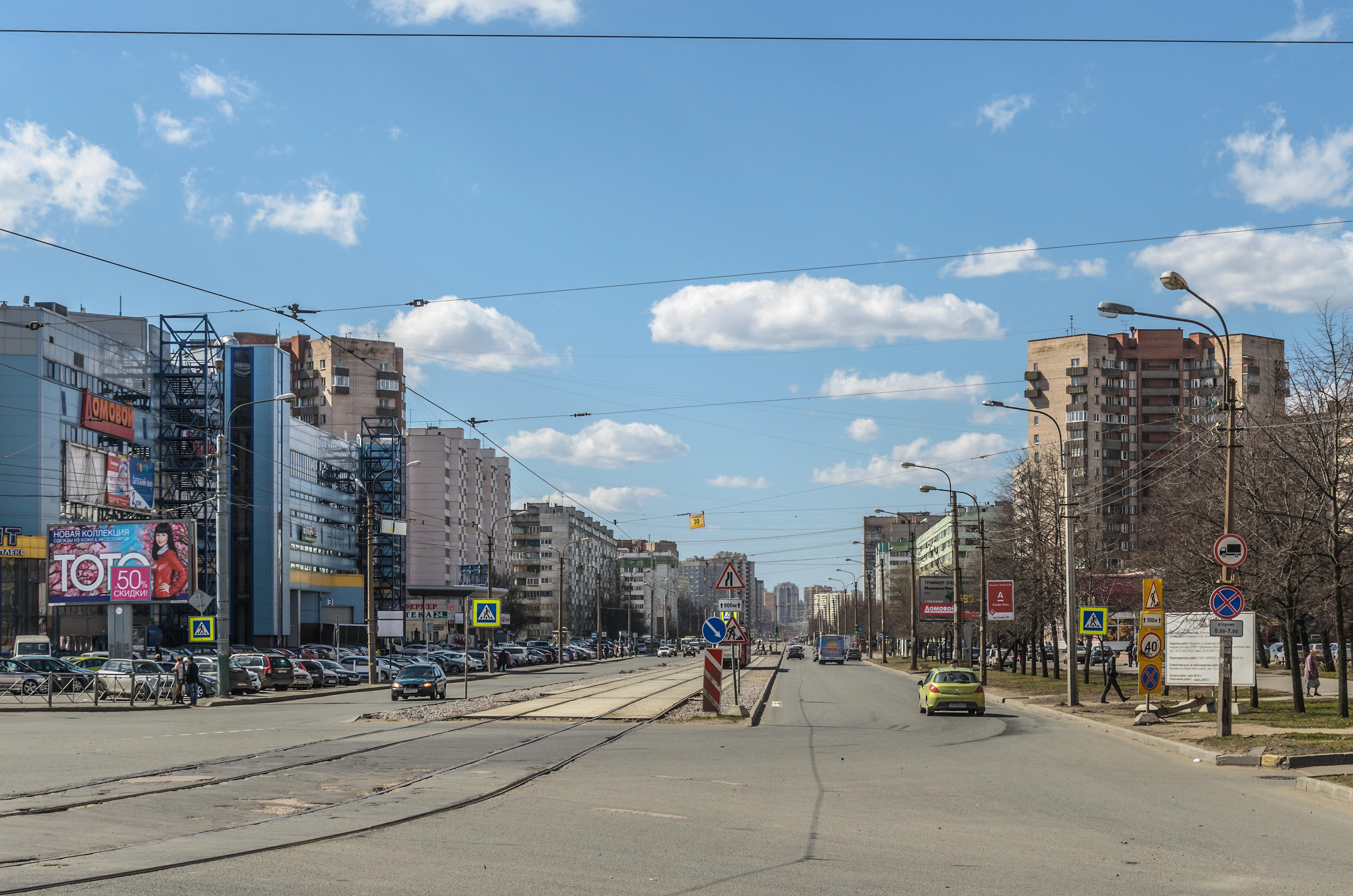
Вид на улицу Маршала Казакова

Ю́го-За́пад — исторический район на юго-западе Санкт-Петербурга. Бо́льшая (западная) часть района расположена в Красносельском районе, меньшая (восточная) — в Кировском районе города. Граница между районами проходит по проспекту Маршала Жукова.
Территория района ограничена Красненькой рекой и Финским заливом с севера, проспектом Стачек с востока, Петергофским шоссе с юга, Дудергофским каналом с запада.
Согласно современному административно-территориальному делению Санкт-Петербурга, территория исторического Юго-Запада включает в себя муниципальный округ Юго-Запад и восточную часть МО Южно-Приморский Красносельского района, а также муниципальный округ Красненькая речка Кировского административного района.

## История
Строительство района новостроек было начато в 1970-х годах на намытых территориях, в результате чего район имеет плоский рельеф и находится практически на уровне моря.
Район застраивался домами массовых советских серий: 504-й, 600-й, 606-й, 137-й и других. При этом в той части района, которая относится к Кировскому району, преобладает застройка домами 600-й серии Автовского ДСК (так называемые дома-«корабли») и кирпичными вставками. В застройке части района, относимой к Красносельскому району, преобладают более современные серии.
В районе нет ни станций метро, ни железнодорожных станций. Ближайшие станции метро — «Кировский завод», «Автово», «Ленинский проспект» и «Проспект Ветеранов». Строится станция метро «Юго-Западная» 6 линии.
Юго-Западом часто ошибочно называют всю территорию Кировского и Красносельского районов, являющуюся географическим юго-западом Санкт-Петербурга, однако географический юго-запад гораздо больше, чем одноименный исторический район, и включает в себя другие исторические районы, такие как Автово, Дачное-Княжево, Лигово (Урицк), Сосновая поляна.
В отличие от других исторических районов географического юго-запада, имевших богатую историю (или даже обладавших статусом города) до включения в состав Ленинграда, Юго-Запад изначально возник как район новостроек, поэтому на генеральном плане города изначально он получил название «кварталы Юго-Запада», впоследствии и ставшее названием района.

## Основные улицы
- Ленинский проспект
- проспект Маршала Жукова
- улица Маршала Казакова
- улица Морской Пехоты
- улица Маршала Захарова
- проспект Стачек
- Петергофское шоссе (бывшая Петергофская дорога)
- проспект Кузнецова

## Ключевые объекты
- Корпус «У» Санкт-Петербургского государственного морского технического университета
- Комплекс общежитий Санкт-Петербургского государственного морского технического университета
- Южно-Приморский парк
- Мост Ахмата Кадырова
- Дудергофский канал
- Юго-Западная ТЭЦ
- Гипермаркеты «Перекрёсток» и «О’Кей»
- Рынок «Юнона»
- Автоцентр «Маршал»
- Торговые центры «Континент на Стачек» и «Фиолент»